# Onthophagus lapillus
Onthophagus lapillus là một loài bọ cánh cứng trong họ Bọ hung (Scarabaeidae).